# PGC 8406
LEDA/PGC 8406, auch UGC 1689, ist eine Spiralgalaxie vom Hubble-Typ Sm: im Sternbild Widder auf der Ekliptik. Sie ist schätzungsweise 200 Millionen Lichtjahre von der Milchstraße entfernt und hat einen Durchmesser von etwa 100.000 Lichtjahren. Vom Sonnensystem aus entfernt sich das Objekt mit einer errechneten Radialgeschwindigkeit von näherungsweise 4.400 Kilometern pro Sekunde.
Gemeinsam mit NGC 820 und PGC 8163 bildet sie das Galaxientrio LGG 48.

## Galaktisches Umfeld
| Nr. | Galaxie                   | Alternativname            | Rek           | Dek           | Distanz/asec |
| --- | ------------------------- | ------------------------- | ------------- | ------------- | ------------ |
| →   | LEDA/PGC 8406             | UGC 1689                  | 02h12m00.28s  | +14d00m58.9s  | 0            |
| 1   | LEDA/PGC 3127170          | 2MASX J02120778+1358591   | 02h12m07.810s | +13d58m58.93s | 163.87       |
| 2   | LEDA/PGC 1448471          | 2MASX J02120262+1404151   | 02h12m02.620s | +14d04m15.25s | 199.41       |
| 3   | LEDA/PGC 8412             | UGC 1693                  | 02h12m03.243s | +14d06m15.09s | 319.19       |
| 4   | LEDA/PGC 1444836          | 2MASX J02114593+1356387   | 02h11m45.962s | +13d56m38.84s | 332.30       |
| 5   | LEDA/PGC 1444229          | 2MASX J02120270+1355211   | 02h12m02.675s | +13d55m20.62s | 340.34       |
| 6   | 2MASX J02114866+1407597   | WISEA J021148.64+140759.3 | 02h11m48.638s | +14d07m59.95s | 453.01       |
| 7   | WISEA J021131.09+135734.6 | 2MASS J02113110+1357347   | 02h11m31.100s | +13d57m34.68s | 469.69       |
| 8   | 2MASX J02122605+1354571   | WISEA J021226.05+135457.3 | 02h12m26.050s | +13d54m57.21s | 522.52       |
| 9   | LEDA/PGC 8391             | MRK 366                   | 02h11m33.559s | +13d55m01.64s | 527.02       |
| 10  | LEDA/PGC 1450333          | NSA 9018                  | 02h11m39.069s | +14d08m30.39s | 545.73       |
| 11  | LEDA/PGC 8464             | UGC 1702                  | 02h12m42.36s  | +13d58m09.8s  | 637.22       |
| 12  | LEDA/PGC 1449105          | NSA 9021                  | 02h11m18.638s | +14d05m44.40s | 668.83       |
| 13  | LEDA/PGC 1442068          | 2MASX J02114176+1350357   | 02h11m41.782s | +13d50m35.38s | 678.68       |
| 14  | LEDA/PGC 1447078          | 2MASX J02111175+1401204   | 02h11m11.738s | +14d01m20.03s | 705.12       |
| 15  | LEDA/PGC 8370             | CGCG 438-037              | 02h11m14.505s | +14d07m14.28s | 763.03       |